# 寇蒂斯 R3C
寇蒂斯 R3C（英語：Curtiss R3C-2）是美国柯蒂斯飛機與發動機公司在水上飞机盛行的1920年代研制的一种单座双翼运动机。他同时有陆上版本和水上版本。两个版本都在当时盛行的飞机竞赛中获得过成功。

## 概说
1925年美国海军和陆军航空队同时对寇蒂斯公司提出设计一种双翼竞速机的要求。于是寇蒂斯索性就在一个设计的基础上分别作出陆上和水上版，以满足两者的要求。这便是R3C。
1925年10月12日，陆上版的R3C-1在普利策杯中，由飞行员Cyrus Bettis飞出了406.5km/h的创纪录时速并赢得了冠军。
更大的胜利留给了水上版的R3C-2。1925年10月6日，三架由陆军飞行员驾驶的R3C-2参加了美国本土举行的施耐德杯水上飞机大赛。由杜立特中尉驾驶的一架R3C-2以374.274km/h的最快时速为美国赢得了他的第一个施耐德杯。可惜另外两架飞机都没能到达终点。第二天杜立特更是飞出了395.4km/h的水上飞机新速度世界纪录。
1926年的施耐德杯中，飞行员Christian Franck Schilt驾驶发动机性能提高的R3C-2赢得了第二名。

## 使用者
- 美国
  - 美国陆军航空队

## 参数 (R3C-2)

### 一般参数
- 乘员: 1
- 长度: 22 ft (6.71 m)
- 翼展: 22.0 ft (6.71 m)
- 高度: 10 ft 4 in (3.14 m)
- 机翼面积: 144 sq ft (13.4m²)
- 翼型: Curtiss C-80
- 空重: 2,135 lb (968 kg)
- 最大起飞重量: 2,738 lb (1,242 kg)
- 发动机: 1 × Curtiss V-1400, 565 hp (421 kW)

### 性能参数
- 最大平飞速度: 245 mph (213 knots, 394 km/h)
- 航程: 290 mi (252 nmi, 467 km)

## 流行文化
在宫崎骏的动画电影红猪中，男二号唐纳德·卡地士（Donald Curtis）驾驶一架加装了武器的寇蒂斯 R3C-0 Fighter Sea Plane与主角波鲁克战斗。这个架空机体基本上是R3C-2的武装版。飞机被漆成深蓝色，并在垂尾上绘着响尾蛇的幸运图案。武器上增加了两支7.7mm 勃朗宁机枪。